# Сошичненська сільська територіальна громада
Сошичненська сільська територіальна громада — територіальна громада в Україні, в Камінь-Каширському районі Волинської області. Адміністративний центр — село Сошичне.

## Загальна інформація
Площа території громади — 396,985 км², кількість населення — 9 615 осіб.
У 2019 році площа громади становила 377 км², кількість населення — 9 660 осіб.

## Населені пункти
До складу громади входять 12 сіл: Залісся, Запруддя, Карасин, Карпилівка, Качин, Личини, Нуйно, Олександрія, Радошинка, Сошичне, Ставище та Стобихівка.

## Історія
Утворена 2019 року в рамках адміністративно-територіальної реформи в Україні. До складу громади увійшли Сошичненська та Карасинська сільські ради Камінь-Каширського району.
Перспективним планом формування громад Волинської області 2020 року передбачено приєднання до складу громади Заліської, Качинської, Личинівської, Нуйнівської та Стобихівської сільських рад Камінь-Каширського району.